# 蒙古国地理
蒙古国是东亚北部的一个内陆国，面积156.4116萬平方公里，为世界上第二大内陆国。除北面与俄罗斯为邻，其余东、南、西三面与中国相邻。地处蒙古高原，西部有阿尔泰山，北部有萨彦岭、肯特山，中部有杭爱山，东部为丘陵平原，南部是戈壁沙漠。蒙古国地形山脉、高原绵延，地势起伏大，地形整体上从西北的阿尔泰山脉向东南的平原和洼地倾斜。中蒙边界的友谊峰是蒙古国的最西端，也是蒙古国海拔最高的地方（4,374米（14,350英尺））。呼赫湖是海拔最低的地方560米（1,840英尺）。蒙古国平均海拔1,580米（5,180英尺）。
自然景观包括亚洲最大的淡水湖之一库苏古尔湖，许多咸水湖，沼泽，隔壁，绵延的草原，高山森林，和永久性山岳冰川。蒙古西部和北部是地震活跃带，地震常发，有众多温泉和死火山。蒙古距离海最近的地方，是与中国接壤的最东端，那里到辽宁锦州市的渤海海岸，大概645（401英里）。
森林覆盖率为10%，主要分布在西部、中部和北部的山区。

## 山脉

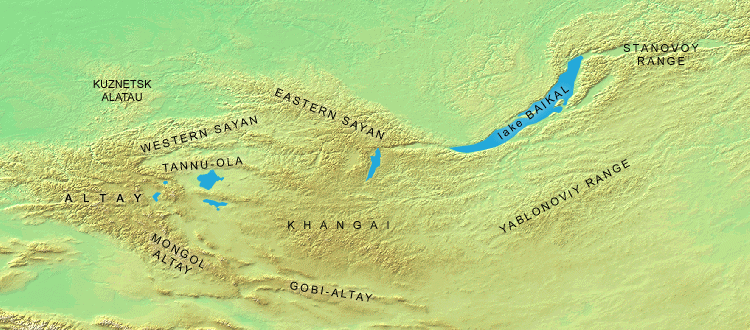
阿尔泰山脉、薩彥嶺和杭爱山

蒙古国主要有四条山脉。最高的阿尔泰山脉为西北东南走向，坐落在该国的西部和西南部。最高峰4,374米（14,350英尺）高的友谊峰就属于这座山脉。
杭爱山也是西北东南走向，占据了蒙古的中部、中北部大部分。这些山更古老，更矮，受到了更多侵蚀，拥有许多森林和高山草甸。
肯特山东北西南走向，绵延400（250英里），占据了蒙古中部的东北部。北方針葉林覆盖北部，干草原覆盖南部。肯特山形成了北冰洋水系（经贝加尔湖）和太平洋水系的分水岭。发源自这座山脉的河流包括鄂嫩河、克鲁伦河、緬扎河和土拉河。首都乌兰巴托即位于这些山中。
库苏古尔山位于国家的北部。它南北走向，常有许多陡峭的山峰。年轻的山脉具有高山特征，坡度高，悬崖狭窄。
蒙古东部大部分都是平原，最低的地方是西南-东北延伸的洼地，从南部的戈壁地区延伸到东部边境。

## 河流和湖泊

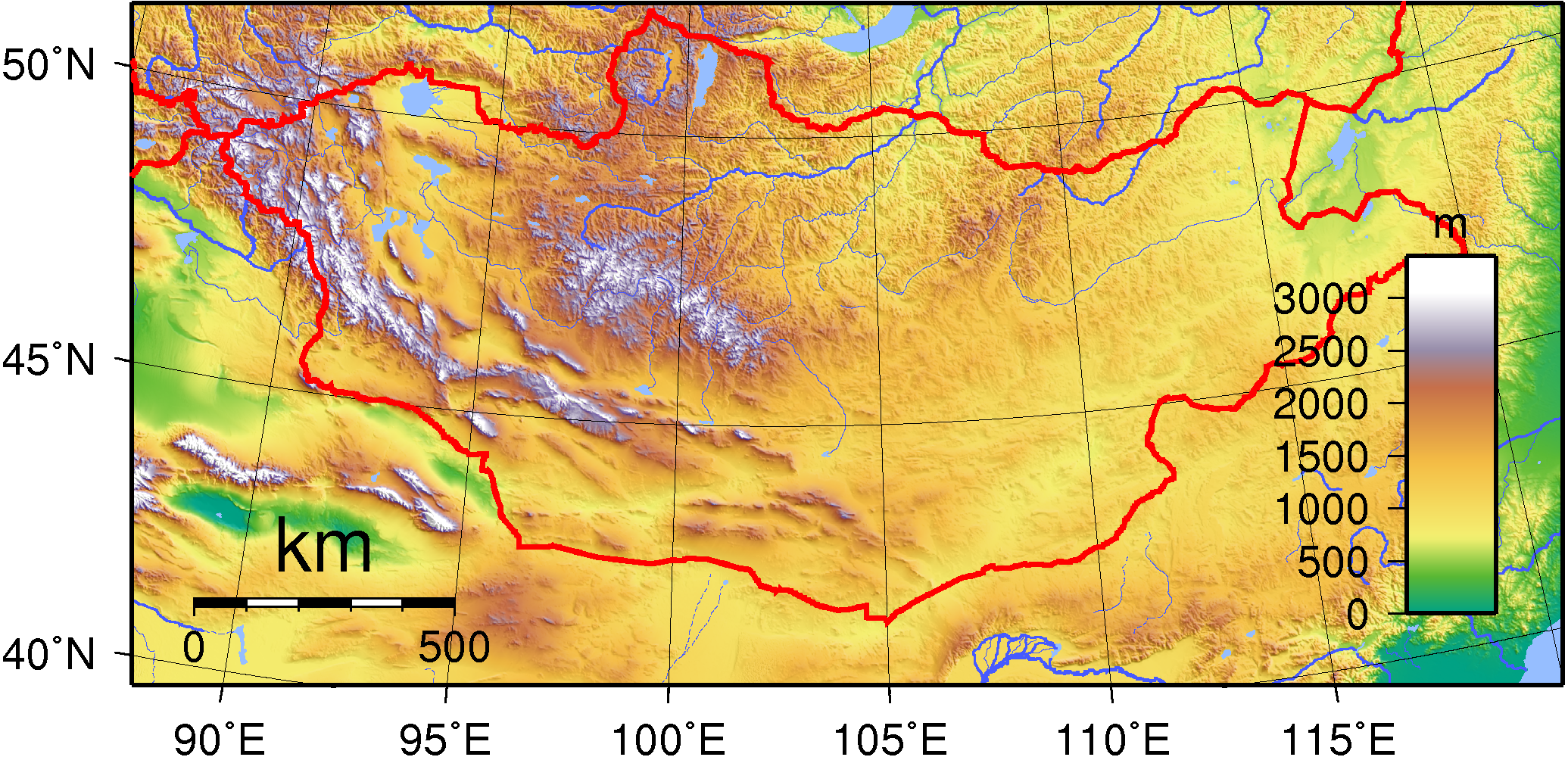
蒙古地形

蒙古的河流多为内流河，注入沙漠、洼地等内亚内流盆地，少部分入海形成外流河。该国北部水系发达，当中便有蒙古最主要的河流体系——色楞格河，经由贝加尔湖流入北冰洋。西伯利亚葉尼塞河的部分支流发源自蒙古西北部的山脉，也流入北冰洋。在蒙古东北部，鄂嫩河经由俄罗斯的石勒喀河和黑龙江流入太平洋，构成了世界第十长的河流。

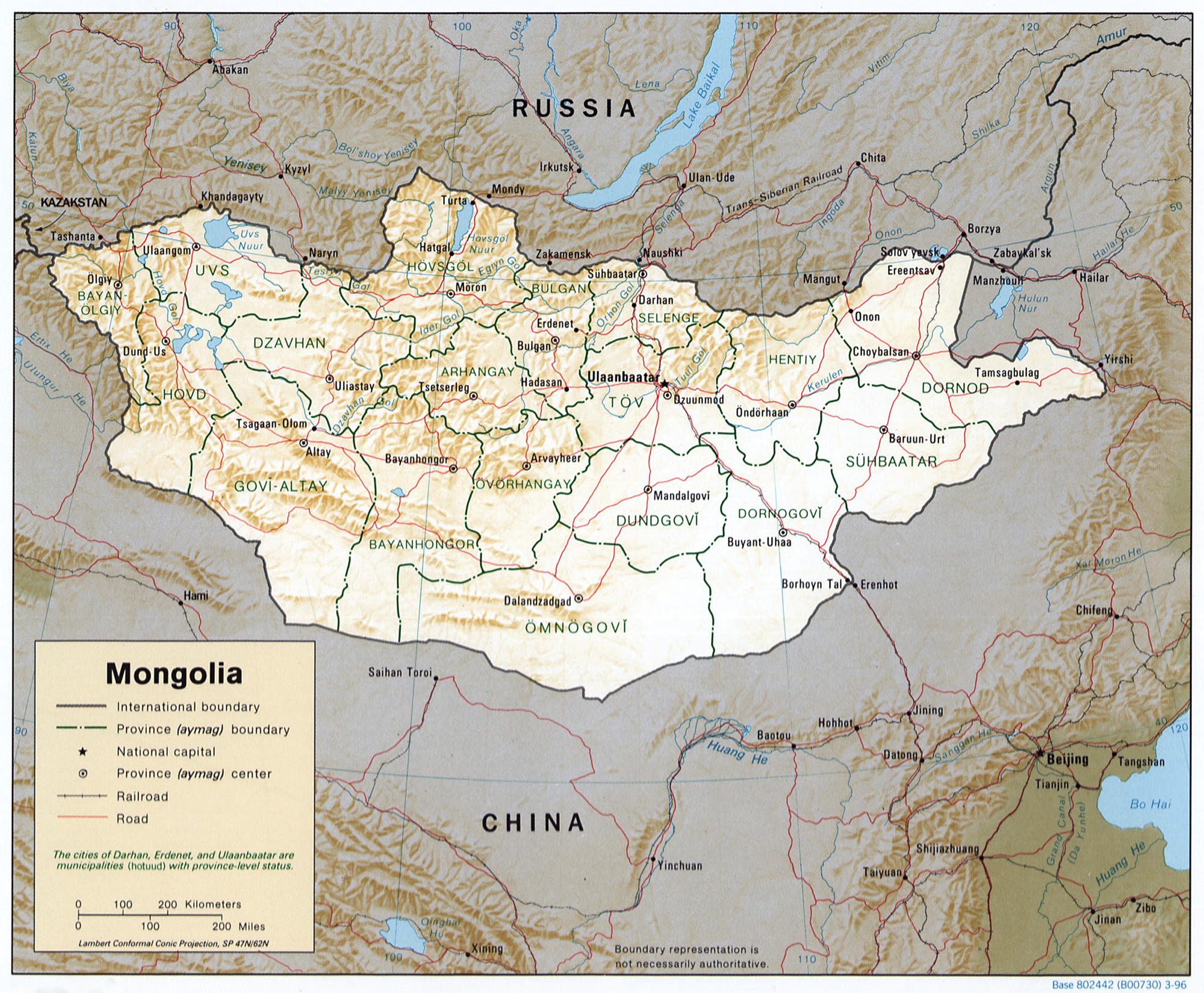
蒙古南部主要为戈壁沙漠，北部和西部则是山脉。

蒙古西部的河流大多汇入中亚内流盆地，尤其是大湖盆地，或者是呼倫湖，烏蘭湖或者乌伦古湖。蒙古南部也有一些内流河。
位于西北部大湖盆地的咸水湖乌布苏湖面积3,350 km²，为蒙古国面积最大的湖泊。位于北部的淡水湖库苏古尔湖湖水储量为3,800亿立方米，为蒙古国水量最大的湖泊，经色楞格河流入北冰洋。蒙古最东端的湖泊之一呼赫湖，海拔557米，是全国最低点。蒙古湖泊和河流水域面积覆盖大约10560平方公里，占国家的0.67%。湖泊水资源量达1800亿立方米。
境内河流总长6.7万公里，平均年径流量为390亿立方米，其中88%为内流河。主要河流为色楞格河及其支流鄂尔浑河。蒙古国的河流按流域面积排名，为：
1. Yenisei，叶尼塞河，流域面积为31.8万平方公里。占蒙古国面积的20.3%（叶尼塞河流域在该国分为两大水系，色楞格河水系和小叶尼塞河水系。其中，绝大多数都是色楞格河水系。）
2. Hyargas-Dzavhan，吉尔吉斯湖-扎布汗河（内流河），流域面积为17.93万平方公里。
3. Amur，阿穆尔河，流域面积为14.13万平方公里（包括呼伦湖-克鲁伦河水系）。
4. Uvs-Tesiyn，乌布苏湖-特斯河（内流河），流域面积为4.76万平方公里。

## 气候

### 概览

柯本气候分类法下的蒙古气候分类地图

蒙古海拔高，气候干冷。属典型的大陆型气候，冬季寒冷漫长，夏季很短，降水集中在夏季。均一年257天晴朗无云，常位于高气压的中心。北部降水量最大，平均每年200至350（7.9至13.8英寸），南部最少，平均100至200（3.9至7.9英寸）。>最南部是戈壁，一些地区甚至常年全年无雨。“戈壁”是一个蒙古词汇，意为沙漠、洼地、盐沼泽或者草原，但主要是指那种植被不足供给土拨鼠但是可以供给骆驼的干旱牧场。蒙古区分戈壁和沙漠，但对于不熟悉蒙古的人来说这种区别并不明显。戈壁牧场十分脆弱，容易受到过度放牧而破坏，导致真正的沙漠的扩张，成为甚至连双峰骆驼也无法生存的石头荒漠。
全国的平均气温在11月到次年3月低于零度，在冬季夜间常年最低气温可至−40 °C（−40.0 °F）。 夏季最高温在南部戈壁地区可达38 °C（100.4 °F），在乌兰巴托可达33 °C（91.4 °F）。蒙古大部分被不连续的永久冻土覆盖（随着海拔升高变为连续），使得基建、铺路、挖矿都十分困难。所有的河流和淡水湖都在冬天结冰，小的溪流通常结冰到河床。乌兰巴托海拔1,351（4,432英尺），位于土拉河河谷。在相对多水的北方，年降水量平均310（12.2英寸），几乎全部集中在七、八月。乌兰巴托年平均气温−2.9 °C（26.8 °F），无霜期从五月中旬到八月底。
蒙古天气的特点有：夏季极端变幻莫测，降水、霜期、暴风雪和春季沙尘暴，每年的差异都很大。这样的天气给人类和家畜的生存带来了极大的挑战。官方统计资料将全国少于1%的土地列为适于耕种的，8-10%为林地，其余均为牧地或沙漠。粮食（主要是小麦）主要生长在北方的色楞格河河谷，但是受到降雨总量时间和霜冻日期的影响，产量十分不稳定。

### 严冬

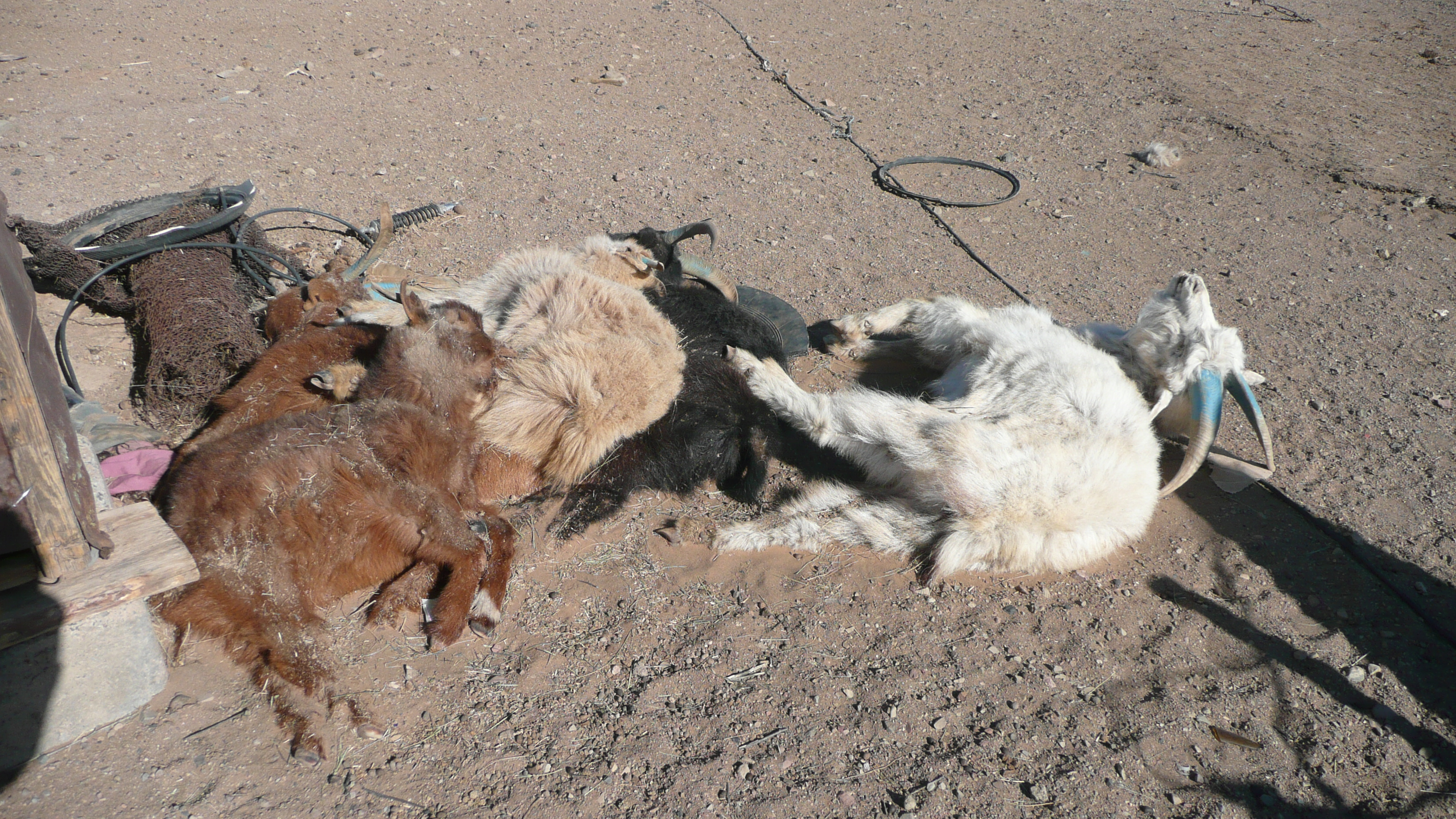
因严冬而死的山羊

虽然冬天大多数时候都是寒冷、晴朗的，牲畜可以生存；但是有时候，牲畜都因无法放牧而大量死亡。发生这种情况的时候，蒙古语里称之为зуд（本意为“灾害”），有暴风雪、干旱、极端寒冷和冻雨等灾害。在经历了干燥的夏天之后，草原上草料不足，再加上气温低至零下四十度的极度严寒，动物无法拨开坚硬的雪地寻找本来就残存无几的草根，于是导致了大量死亡。这样的牲畜损失是不可避免的，从某种意义上讲，也是气候的正常结果，但会使牲畜数量很难增长到预期数量。以前每十年才会出现一次严冬，但现在严冬两三年就会经历一次。

### 季节性暴雪

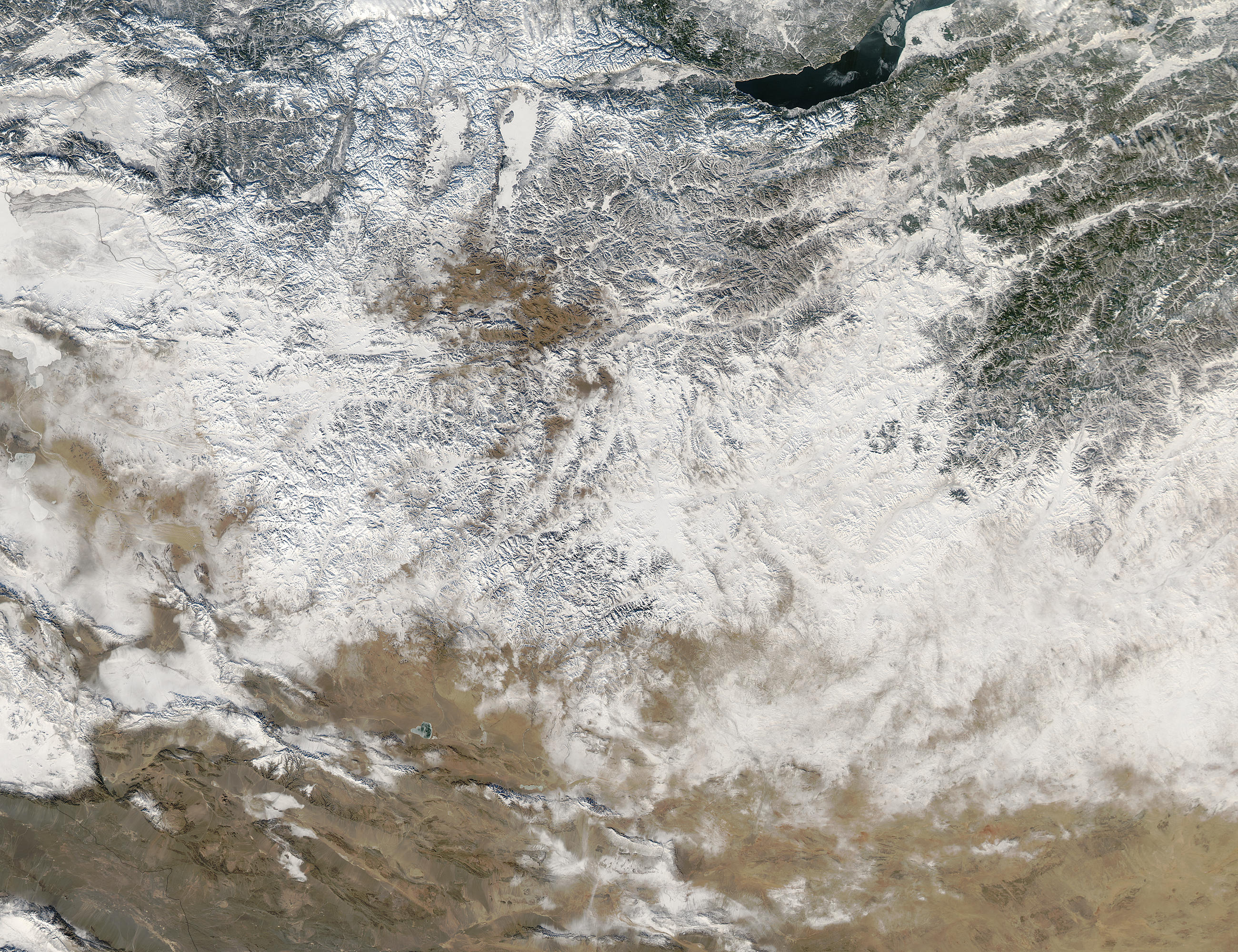
2003年12月21日，雪覆盖了大片的蒙古地区。蒙古冬天的降雪通常很轻，很快就会被风吹走，因此在地面上一次性看到这么多的雪是很不寻常的。

蒙古会发生严重的暴雪，称为“白灾”。1970-1971年，2000-2001年，2008-2009年和2009-2010年的冬季尤为严重，经历了严酷的严冬。
2011年12月的暴雪导致许多道路封锁，16,000头牲畜和10人死亡。蒙古国家紧急情况委员会称这是蒙古30年来最冷的冬天，就像之前夏天严重的干旱，都可能是全球变暖的结果。由于灾害严重，联合国提供了大量帮助。
2008年5月8日至28日发生暴雪，蒙古东部7个省中，有21人丧生，另有100人失踪。到6月底，死亡人数最终至少达到52人，有20万头牲畜死亡。大多数受灾者都是牧民，与牲畜一起被冻死。这是1922年蒙古独立以来经历的最严峻的寒潮。
2009年12月至次年2月的暴雪还导致800万头牲畜和60人死亡。

## 生态区

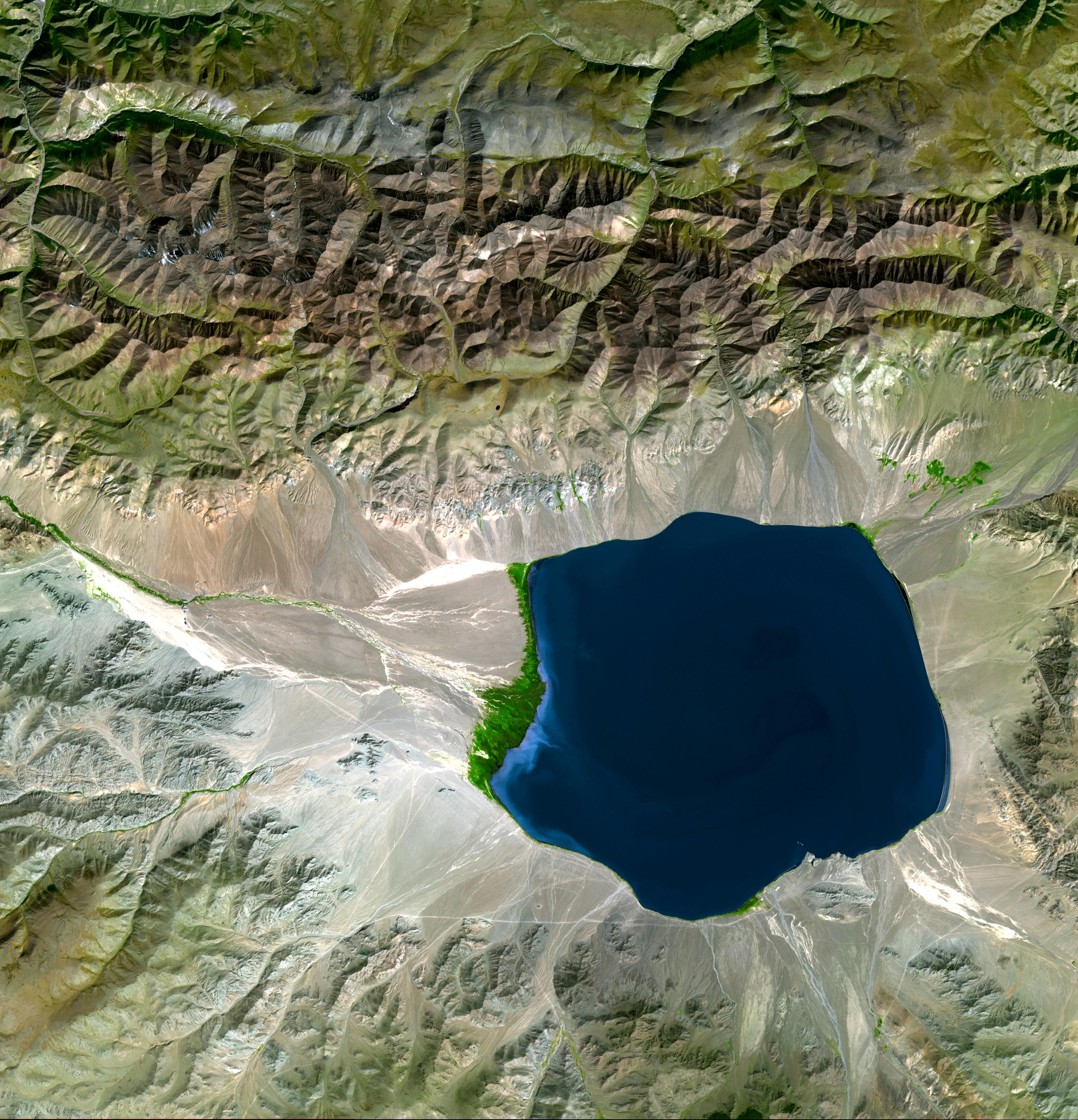
蒙古北部的Endorheic lake。

- Altai montane forest and forest steppe（英语：Altai montane forest and forest steppe）
- Khangai Mountains conifer forests（英语：Khangai Mountains conifer forests）
- Selenge-Orkhon forest steppe（英语：Selenge-Orkhon forest steppe）
- Sayan montane conifer forests（英语：Sayan montane conifer forests）
- Trans-Baikal conifer forests（英语：Trans-Baikal conifer forests）
- Daurian forest steppe（英语：Daurian forest steppe）
- 蒙古-满洲草原
- Altai alpine meadow and tundra（英语：Altai alpine meadow and tundra）
- Khangai Mountains alpine meadow（英语：Khangai Mountains alpine meadow）
- Sayan alpine meadows and tundra（英语：Sayan alpine meadows and tundra）
- Alashan Plateau semi-desert（英语：Alashan Plateau semi-desert）
- 东戈壁沙漠草原
- Gobi desert
- Gobi Lakes Valley desert steppe（英语：Gobi Lakes Valley desert steppe）
- Great Lakes Basin desert steppe（英语：Great Lakes Basin desert steppe）
- 准格尔盆地半沙漠

## 资源和土地利用
土地利用：

适宜农耕的：
9.10%

永久作物：
0%

其他：
99.61% (2011)
灌溉土地：
843 km² (2011)
可再生水资源总量：
34.8 km 3 (2011)